# Lijst van beelden in Beek
Dit is een (onvolledige) chronologische lijst van beelden in Beek. Onder een beeld wordt hier verstaan elk driedimensionaal kunstwerk in de openbare ruimte van de Nederlandse gemeente Beek, waarbij beeld wordt gebruikt als verzamelbegrip voor sculpturen, standbeelden, installaties, gedenktekens en overige beeldhouwwerken.
Voor een volledig overzicht van de beschikbare afbeeldingen zie de categorie Beelden in Beek op Wikimedia Commons.
| Geplaatst   | Omschrijving                                      | Kunstenaar         | Straat                                      | Plaats   | Materiaal          | Afbeelding |
| ----------- | ------------------------------------------------- | ------------------ | ------------------------------------------- | -------- | ------------------ | ---------- |
| 1862 ?      | Mariabeeld (gevelbeeld)                           |                    | Kapelstraat                                 | Geverik  |                    |            |
| 1893 ?      | St.Martinus (gevelbeeld)                          |                    | Burgemeester Janssenstraat, kerk            | Beek     |                    |            |
| 1893        | O.L.V. van de Wonderdadige Medalje ? (gevelbeeld) |                    | Burgemeester Janssenstraat, kerk            | Beek     |                    |            |
| 1933        | Sint Callistus                                    | Dom van de Mey     | Aldenhofstraat                              | Neerbeek |                    |            |
| 1936        | Christus (hoeksteen)                              | Charles Vos        | Hubertusstraat, kerk                        | Genhout  |                    |            |
| 1946        | Bevrijdingsmonument                               | Jean Weerts        | Aldenhofstraat                              | Neerbeek | kalksteen          |            |
| 1947        | Bevrijdingsmonument                               | Charles Vos        | Hoolstraat                                  | Beek     | natuursteen        |            |
| 1955        | Sint Hubertus (Monument)                          | Frans Timmermans   | Hubertusstraat, kerk                        | Genhout  | natuursteen        |            |
| 1969        | Het onverzettelijke (Monument)                    | Arthur Spronken    | Burgemeester Janssenstraat                  | Beek     | brons              |            |
| 1985        | De 4 windstreken (fontein)                        | Arthur Spronken    | Raadhuisstraat                              | Beek     | brons              |            |
| 1985        | Samenwerking                                      | Jo Ramakers        | Bongerd                                     | Spaubeek | brons              |            |
| 1987        | Joods Monument                                    | Francisca Zijlstra | Burgemeester Janssenstraat                  | Beek     | hardsteen          |            |
| 1987        | Reliëfzuil                                        | Arthur Spronken    | Raadhuisstraat                              | Beek     | steen              |            |
| 1988        | Baeker Pottentaot                                 | Jo Ramakers        | Maastrichterlaan                            | Beek     | brons              |            |
| 1988        | Teamwork                                          | Jo Ramakers        | Wethouder Sangersstraat / Prins Mauritslaan | Beek     | brons              |            |
| 1990        | Samenwerken                                       | Huub Bruls         | Bongerd / Hoeve                             | Spaubeek | cortenstaal        |            |
| 1991        | Staats- en Spaans NeerBeek                        | Gène Eggen         | Spaubeekerstraat / Krijgershoek             | Neerbeek | hardsteen          |            |
| 1992        | Peter Trecpoel                                    | Mathieu van Kampen | Carmelstraat / Scheperstraat                | Beek     | hardsteen          |            |
| 1993        | Monument voor de gedeporteerde zigeuners          | Mathieu van Kampen | Stegen                                      | Beek     | hardsteen          |            |
| 1994        | Groot-Klein                                       | Caius Spronken     | Klein Genhouterstraat / Putbroekerweg       | Genhout  | brons / gietijzer  |            |
| 1995        | Ruisende Wind                                     | Xander Spronken    | Broekhovenlaan / Burgemeester Lemmensstraat | Beek     | smeedijzer         |            |
| 1997        | De Eenhoorn                                       | Ed Sleijpen        | Doctor Beckersstraat / Frans Erensstraat    | Beek     | staal              |            |
| 1997        | Samenklank                                        | Jo Peters          | Kapelstraat                                 | Geverik  | marmer / hardsteen |            |
| 2002        | Dansende Stier                                    | Wim Steins         | Heirstraat / Elsstraat                      | Beek     | brons              |            |
| 2010 / 2017 | Charles Spronck                                   | John Cuypers       | Professor Spronckpark                       | Beek     | brons              |            |
| 2011        | De Sjroap                                         | Xander Spronken    | Frumarcostraat                              | Beek     | smeedijzer         |            |
| 2015        | Phoenix                                           | Arthur Spronken    | Hubertusstraat, kerk                        | Genhout  | brons              |            |
| 2014        | Bootschappen                                      | Erik Habets        | Gundelfingenstraat                          | Beek     | aluminium          |            |
| 2016        | Nachtwacht de Baeker Kleppermen                   | John Cuypers       | Gundelfingenstraat / Adsteeg                | Beek     |                    |            |
| 2022        | De Sjravelair                                     | Ed Linders         | Hubertusstraat                              | Genhout  | hout               |            |